# Петър Горянски
Петър Горя̀нски (псевдоним на Петър Николаев Матеев) е български писател, журналист и литературен критик. Роден е в Ямбол на 5 януари 1911 г.

## Биография
Роден е в 1911 година в Ямбол. Завършва право в Софийския университет. Работи като библиотекар в Българската ипотечна банка. Публикува статии и рецензии в периодични издания, постоянен сътрудник е на вестник „Литературен глас“.
През 1941 г. е назначен за секретар-драматург на Скопския народен театър.
Заедно с други интелектуалци Петър Горянски подписва писмото за защита на българските евреи, изготвено от заместник-председателя на Народното събрание Димитър Пешев.
Член е на Съюза на българските писатели до ноември 1944 г., когато е изключен, заедно с Димитър Талев, Кирил Кръстев, Георги Константинов, Йордан Стубел, Владимир Василев, Фани Попова-Мутафова, Чавдар Мутафов, Борис Йоцов, Богдан Филов, Димитър Шишманов и други.
След изключването от Съюза на писателите Петър Горянски пише в опозиционния печат, предимно във вестник „Свободен народ“. Впоследствие отново е приет в Съюза на писателите. Член е и на Съюза на българските журналисти.
Автор е на статии, разкази, басни и лирика.
Умира в София на 29 януари 1990 г.